# Bygdsiljums kyrka
Bygdsiljums kyrka är en kyrkobyggnad i Bygdsiljum. Den tillhör Burträsks församling i Luleå stift. Kyrkan invigdes 1924 och har sedan byggts om och förändrats i flera omgångar.

## Byggnadshistoria

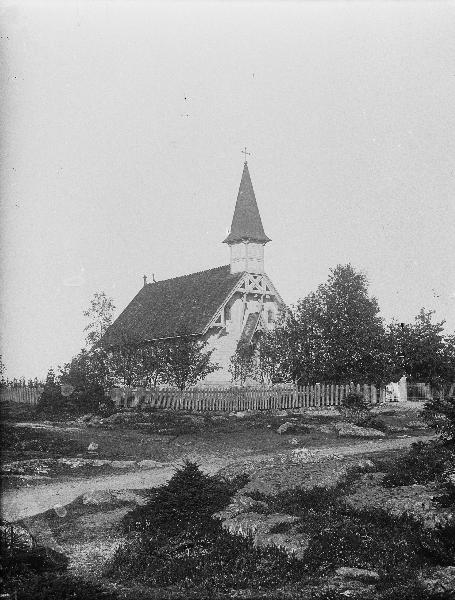
Foto på kyrkan i sitt ursprungliga utseende, innan takryttaren ersattes med tornet

År 1919 gick en väckelse genom denna bygd. Som en följd av det ökande andliga intresset ville man ha en gudstjänstlokal. Stiftelsen församlingshemmets vänner grundades i januari 1920. Bybor skänkte virke och arbetade med att uppföra byggnaden som ritats av Edvard Lundqvist i Umeå. I december 1922 var kapellet så pass färdigt att gudstjänst kunde hållas där för första gången men den officiella invigningen skedde 7 juli 1924. Byggnaden var försedd med en takryttare närmast i jugendstil. Bakom altaret fanns en läktare och denna vägg var klädd med mörk träpanel. Under läktaren fanns sakristian.
Eftersom takryttaren inte var tillräckligt kraftigt byggd för den klocka som kom från Skellefteå stads församling 1928 uppfördes en enkel klockstapel. Vintern 1944–1945 bodde flyktingar från Finland i kapellet. På grund av det slitage detta medförde renoverades och ombyggdes kapellet hösten 1945.

### Ombyggnaden 1945
Läktaren bakom altaret revs och altaret flyttades in i den nisch som bildades mellan sakristia och förråd. Nischen försågs med valv och kyrkan målades invändigt i ljusa färger.

### Ombyggnaden 1952–1954
Takryttaren revs liksom klockstapeln och ett nytt torn i trägotik (sic)! med tjärat spåntak uppfördes i anslutning till kyrkan. Dess bottenvåning inreddes med kapprum och toaletter. Denna ombyggnad gav alltså kyrkan en mer ålderdomlig karaktär än tidigare.
Kapellet överlämnades 1959 till Burträsks församling och betecknades därefter som kyrka. Därpå inleddes en ny omfattande ombyggnad.

### Ombyggnaden 1960–1961
Gjutjärnskaminen revs och vattenburen värme med oljeeldning installerades. Köket byggdes till och orgelläktaren ovanför detta och lilla församlingssalen byggdes ut. Nytt läktarskrank tillkom.

### Kring 1970
Nya bänkar beställdes till kyrkan. Ritningarna är daterade 1967.
1970 byttes altarbordet och altarringen ut mot nya i ljust trä. Altarnischen fick en inramning i samma material. Kyrkans väggar täcktes med väv som sedan målades.